# Augustijn Besier
Pour les articles homonymes, voir Besier.
Augustijn Gerhard Besier, né le 19 mai 1756 à Deventer et mort dans cette même ville le 13 mars 1829, est un homme politique néerlandais, membre de la Régence d'État, l'organe exécutif de la République batave, de 1801 à 1804.

## Biographie
Augustijn Besier étudie le droit à l'université de Leyde et devient avocat à Deventer dans la province d'Overijssel en 1780. Proche des patriotes, il participe à la Révolution batave et devient membre de la municipalité de Deventer en 1787. La même année, alors qu'il commande le schutterij de la ville, l'invasion prussienne mettant fin à la révolution le contraint à s'établir à Zwolle, le chef-lieu de la province.
Après la proclamation de la République batave en 1795, il devient membre de la commune provisoire de Zwolle puis est élu à l'assemblée provisoire de l'Overijssel. En 1796, il est élu député de Zwolle à la première assemblée nationale batave. Modéré, il est nommé en novembre 1796 au comité de la Marine. Le coup d'État des unistaristes le 22 janvier l'exclut de ses fonctions gouvernementales et il devient commissaire-directeur de la Marine à Amsterdam jusqu'au 1er août 1799.
Augustijn Besier est alors nommé au directoire batave. Mécontent du fonctionnement de la République, il est à l'origine, avec Gerrit Jan Pijman, Anthony van Haersolte et l'ambassadeur français Sémonville, d'une réforme constitutionnelle puis d'un coup d'État établissant la Régence d'État le 16 octobre 1801. Il siège à la section de la Marine et des Colonies. En 1803, il est notamment chargé de réorganiser le Conseil de l'Asie, qui gère les colonies néerlandaises depuis la dissolution de la VOC. Besier préside la Régence du 1er novembre 1803 au 31 janvier 1804. De plus en plus opposés au maintien de la présence française sur le sol néerlandais malgré la paix d'Amiens, Besier, Spoors, Gockinga et Bijleveld signent un décret le 29 novembre 1804 interdisant aux troupes bataves d'obéir aux ordres du général Marmont. Ce décret provoque la colère de Napoléon qui obtient le renvoi du gouvernement des quatre signataires le 17 décembre.
Il retourne à Amsterdam puis est appelé au Conseil d'État du royaume de Hollande par le roi Louis. Il siège à la section de la Guerre jusqu'en 1808. Après l'incorporation de la Hollande à l'Empire français, Besier retourne à Deventer et entre au conseil général des Bouches-de-l'Yssel. 
Après la chute de l'Empire français, il devient membre de la municipalité de Deventer et député aux États provinciaux de l'Overijssel du 3 juillet 1821 à sa mort.